# 爱因斯坦卫星
爱因斯坦卫星（Einstein Observatory）是哈佛-史密松天体物理中心和美国宇航局研制的X射线天文卫星，于1978年11月13日发射升空，原名“高能天文台2号”（HEAO-2），为纪念著名物理学家爱因斯坦诞辰100周年而命名为“爱因斯坦卫星”。这颗卫星上面首次安装了能对X射线进行成像的大型掠射式望远镜，由4层套筒组成，口径0.6米，总接收面积为350平方厘米，分辨率能够达到3-5角秒。
截至1981年4月停止工作前，爱因斯坦卫星取得了丰富的成果，包括：首次获得了超新星遗迹的激波图像、星系团中高温气体的图像，精确测量了包括X射线双星、星系和类星体在内超过7000个X射线源的位置，发现了几乎所有当时已知的类星体都是X射线源，发现了一些的正常恒星也会发出很强的X射线辐射，还发现宇宙X射线背景辐射主要是由分立的X射线源，特别是活动星系核所贡献的。这些成果大大促进了X射线天文学的发展，爱因斯坦卫星也被认为是X射线天文学发展史上具有里程碑意义的一颗天文卫星。